# Trifluorosilane
Le trifluorosilane est un composé chimique de formule HF3Si. Synthétisé pour la première fois au début du XXe siècle par Otto Ruff, il s'agit d'un gaz incolore et inflammable susceptible de former un mélange explosif avec l'air. Il s'hydrolyse au contact de l'eau et se décompose lentement même à température ambiante. Chauffé à 400 °C, il se décompose rapidement en hydrogène H2, silicium et tétrafluorure de silicium SiF4. Il décompose l'éthanol et l'éther diéthylique et réduit l'acide nitrique concentré.
Il peut être produit en faisant réagir du trichlorosilane HCl3Si avec du trifluorure d'antimoine SbF3, du fluorure de zinc ZnF2 ou du tétrafluorure de titane TiF4,, :
HCl3Si + SbF3 ⟶ HF3Si + SbCl3 ;
4 HCl3Si + 3 TiF4 ⟶ 4 HF3Si + 3 TiCl4.
Il peut également être obtenu par pyrolyse à partir de difluorosilane SiH2F2.